# Татаринцев, Виталий Григорьевич
Вита́лий Григо́рьевич Тата́ринцев (1904—1976) — советский партийный и государственный деятель, председатель Ивановского облисполкома (1948—1951).

## Биография
Родился в 1904 году в семье рабочего станции Зима Иркутской области.
Член ВКП(б) с 1924 года.
В 1917 году работал учеником на железнодорожной станции Бочкарево, затем подручным токаря железнодорожных мастерских в Красноярске.
В 1922 году закончил Томский рабфак.
В 1924 году поступает в Томский технологический институт и позднее переводится в Ленинградский электротехнический институт.
С 1930 работает в Московском Всесоюзном электротехническом институте.
С 1939 года в Комиссии партийного контроля при ЦК ВКП(б).
Занимал должность уполномоченного Комиссии партийного контроля при ЦК ВКП(б) по Харьковской области УССР(с 1940 г.), затем по Ивановской области (с 1942 г.) и позднее Узбекской ССР (с 1944 по 1946 г.).
- 1947 г. — второй секретарь Ивановского областного комитета ВКП(б),
- 1948—1951 гг. — председатель исполнительного комитета Ивановского областного Совета.

Депутат Верховного Совета СССР 3-го созыва. Депутат Верховного Совета РСФСР 2-го созыва.
С 1952 года вернулся на научную работу в Московский Всесоюзный электротехнический институт.